# 패션 스트리밍
패션 스트리밍 (Fashion streaming)이란 패션 아이템을 구매하지 않고 일정 기간 대여한 후 반납하는 것을 지칭한다.

## 의미
스트리밍(Streaming)이란 '흐르다'라는 의미를 가지고 있어 요즘에는 스트리밍이 전송되는 데이터가 끊임없이 흐르는 물처럼 처리되는 것을 의미한다.
따라서 패션 스트리밍이란 데이터를 다운로드하여 소비하지 않고 바로 감상하듯이 옷을 구입하지 않고 대여하는 것을 일컫는다.
패션 스트리밍은 같은 의미로 서비스를 붙여 패션 스트리밍 서비스 (Fashion streaming sevice)이라고도 하고 패션 대여 서비스 (Fashion rental service)라고도 한다.

## 기업

### 1.한국

#### *프로젝트 앤 (PROJECT ANNE)
스타트업 기업들이 많았던 패션 렌탈 서비스 업계에서 2016년 9월, 대기업 SK플래닛이 프로젝트 앤 (PROJECT ANNE)이라는 이름으로 패션 렌탈 서비스업계에 들어왔다. 다른 기업들과 같이
일정 돈을 지불하면 옷을 빌려주는 정액제로 운영되었다. 하지만 초기에 물류, 유통, 제품 소싱에 많은 비용이 부담되어 결국, 2018년 5월 3일을 기준으로 서비스가 종료되었다.

#### *더 클로젯(The Clozet)
프로젝트 앤보다 먼저 패션 렌탈 서비스를 시작했다, 이 역시 서비스는 정액제로 이루어져있다. 특히 성장했던 기점은 마이 패션 쉐어링이라는 서비스를 시작하면서 1년만에 30배에 가까운 성장을 이루어냈다는 것이다. 매출은 2017년을 기준으로 9,119만원이다.

#### *스타트업 기업
원투웨어는 신진 디자이너와 백화점 브랜드 옷을 취급하고 모바일 앱을 통한 서비스도 이루어졌었다. 모바일 앱으로는 서울의 강남구, 서초구, 관악구를 중심으로 무료배송이 이루어졌으나 1년여만에 서비스를 중단했다. 이외에도 코렌탈 등의 기업이 있었지만 역시 서비스를 중단한 상태이다.

### 2.미국

#### *Rent The Runway(렌트 더 런웨이)
Netflix for dresses라고도 불리는 Rent The Runway(렌트 더 런웨이)는 가장 많이 알려진 패션 대여 온라인 서비스이다. 2009년, Jennifer Hyman이 설립했다.
월 159달러를 내면 옷을 무제한으로 빌려입을 수 있는 형식이다. 2016년 이후부터가 창립한 이래로 첫이윤을 내기 시작한 때이다.브랜드의 옷들을 구비하기 위해서 많은 자원이 들어가기 때문이다.
렌트 더 웨이는 2016년에는 총 1억 달러(약 1130억 원)의 매출을 기록하면서 창업 후 최대 수익을 거두었다. 이에 연달아 2014년 6000만 달러(약 680억 원)의 투자를 받은 데 이어 2016년 말 다시 한 번 6000만 달러를 투자받아 패션 렌탈 시장계에서 입지를 다졌다. 2017을 기준으로 기업 가치는 6억 달러(약 6800억 원)에 달한다.

### 3.일본

#### *leeap
남성 패션전문 렌탈 서비스 leeap은 월 1만 2700엔(약 12만 7000원)을 내면 상의와 하의 세트로 옷을 대여할 수 있다. 스타일리스트들은 소비자의 SNS를 분석하여 선호하는 스타일에 맞춰 코디해 준다.

#### *airCloset
여성 패션전문 렌탈 서비스 airCloset은 2015년 2월부터 서비스를 시행했으며 2017년을 기준으로 회원수는 약 10만명에 달하였다. 30대의 직장인 여성들에게 인기가 많으며 2개월 마다 신상품을 들이는 짧은 주기로 인해 유행을 빨리 따라갈 수 있다는 점에서 더욱 인기가 좋다. 또한 마음에 드는 옷은 구매가 가능하다고 하여 인기에 한 몫을 한다.
이외에도 모바일 앱 Let me know같이 전문 코디네이터가 있는 등 다양한 서비스가 존재한다. 일본은 워낙 중고시장 형태의 시장들이 많은데, 그런 특성때문에 한국보다 패션 대여 서비스가 원활하게 운영되고 있다.

### 4.중국
이얼싼 (衣二三, yiersan) 은 중국에서 가장 먼저 회원 구독형식으로 의류 공유 플랫폼을 제작했다. 현재 가장 많이 이용하고 있는 의류 대여 애플리케이션 이기도 하다. 이외에도 큰 고급 의류 대여 서비스를 하고있는 메이리주(美丽租, meilizu), 뉴션파이(女神派,nushenpai) 등이 있다.

## 한국에서 패션 스트리밍(의류렌탈)사업이 부진한 이유

### 패션 스트리밍이 주목을 받은 시기
한국에서 패션 스트리밍 서비스가 주목받기 시작한 것은 2015년부터였다. 그러면서 원투웨어, 코렌탈, 더 클로젯 등 다양한 패션 스트리밍 스타트업 기업들이 서비스를 시작하였다. 이에 스타트업 기업들이 약간의 입지를 다지자, 대기업인 SK플래닛에서도 다양한 홍보와 함께 프로젝트 앤(PROJECT ANNE)이라는 서비스를 선보였다.

### 패션 스트리밍이 자리잡지 못한 이유[8]
주목받기 시작한 이래로 얼마 가지않아 기업들은 서비스를 중단했다. 현재 남아있는 기업 중 이름이 알려진것은 더 클로젯(The Clozet) 뿐이다. 따라서 패션 스트리밍 서비스는 일본과 미국에비해 다소 부진한 실적을 보이고 있다.

#### 1. 주요타깃인 20대들은 SPA 브랜드 같은 저렴한 옷을 선호
20대들은 대부분 소비할 능력을 갖추고 있지 않아 소비를 하는데에 있어 제한이있다. 의류를 대여하는 서비스들은 정액제 형식으로 이루어져 일정한 금액을 지불해야만 하는데, 이 정액제는 7~10만원에 달한다. 하지만 주요 타깃층은 이만큼을 지불할 능력이 없는 것이 그 한계이다.

#### 2. 또 다른 타겟층인 30~40대들의 수요 하락
소비능력이 있는 30~40대의 수요가 적은 것이 또 다른 한계이다. 직장인과 주부들로 이루어진 30~40대의 타겟층을 노린 이유는 직장에서 입을 옷을 고민할 부담을 덜어주기 위함이었다. 하지만 마케팅에서 간과한 부분이 있다면, 한국의 회사들의 허용 의상은 정해져있다는 것이다. 단정한 옷차림을 중시하는 회사 분위기로 인해 직장인들은 많은 옷이 필요하지 않아 굳이 10만원에 달하는 돈을 지불하고 여러번 대여해야하는 수고를 하지 않으려 한다.

#### 3. 업체의 의류 매입, 물류, 관리비 부담의 증가
SK플래닛에서 운영했던 프로젝트 앤(PROJECT ANNE)의 경우를 보면 잘 알 수 있다. 이러한 서비스를 운영하기 위해서는 초기비용이 많이 든다. 서비스를 시작하기 위해서는 디자이너들을 모집하여 소비자들이 선호할만한 의류를 먼저 구비해 놓고 있어야한다. 운영은 정액제로 이루어지기 때문에 약 10만원으로 4~5벌을 빌릴 수 있다면 대부분의 사람들은 SPA브랜드 보다는 평소에 보기 힘들었던 고가 브랜드를 대여한다. 이러한 식으로 순환이 되다보면 수익이 나기 힘든 구조가 만들어진다. 소비자가 점차 늘어났다면 Rent The Runway(렌트 더 런웨이)와 같이 수익이 생겨났겠지만, 한국인들의 소비형태와 맞지 않아 대부분의 기업들이 서비스를 중단했다.

## 같이 보기
- 콘텐츠(미디어)
- 패션